# Bolesław Horski
Bolesław Franciszek Horski, właśc. Bolesław F. Bąbczyński (ur. 25 lipca 1887 w Częstochowie, zm. 10 stycznia 1951 w Łodzi) – polski aktor teatralny i filmowy, śpiewak i reżyser teatralny.

## Życiorys
Debiutował w Krakowie, na scenie Teatru Ludowego (1909). W kolejnych latach grał we Lwowie (Teatr Ludowy, 1911–1913), ponownie w Krakowie (Teatr Ludowy, 1913–1915), w zespole objazdowym Henryka Czarnieckiego (1916), w Poznaniu (Teatr Polski, 1919) oraz w Warszawie (Teatr Nowości 1920, teatr Miraż 1921, teatr Nietoperz 1921–1922, teatr Operetka-Wodewil 1923–1924). W kolejnych latach występował w Wilnie (1924) oraz w Katowicach (Teatr Polski, 1924–1925), gdzie również reżyserował operetki. Następnie był członkiem zespołów: stołecznego Teatru Nowości, z którym grał w Krynicy i Wilnie (1925), Krakowie, Pradze (1927) oraz Warszawie (1927–1928, 1931), teatru Kazimiery Niewiarowskiej (1925–1926, 1927), teatru Messal (1927), Teatru Miejskiego w Lublinie (1926–1927, gdzie również reżyserował), warszawskich teatrów: Znicz (1929), Wesoły Wieczór (1930–1931), Wesoły Teatr (1932), Nowy Lotos (1933), Wielka Rewia (1935) oraz Teatru Nowości we Lwowie (1932). W latach 1935–1939 pracował w Poznaniu, gdzie śpiewał i reżyserował w tamtejszym Teatrze Wielkim.
W latach II wojny światowej przebywał w Warszawie, gdzie był aktorem oraz należał do kierownictwa jawnego teatru Kometa (1940-1944). Po zakończeniu walk reżyserował w poznańskim Teatrze Wielkim (1945-1946), a następnie aż do końca życia pracował w Teatrze Lutnia w Łodzi, głównie jako reżyser.
W 1911 roku zawarł związek małżeński z aktorką Balbiną Horską (1883–1974).

## Filmografia
- Pan Tadeusz (1928) - major Płut
- Grzeszna miłość (1929)
- Mały marynarz (1936) - komandor Korski

Źródło: